# 奇克拉約區
奇克拉約區（西班牙語：Distrito de Chiclayo），是秘魯的一個區，位於該國西北部蘭巴耶克大區的奇克拉約省，面積50.35平方公里，海拔高度29米，2005年人口251,407，人口密度每平方公里5,000人。